# Philyra (género)
Philyra é um género botânico pertencente à família Euphorbiaceae.

## Sinonímia
- Phyllera Endl. var. ortográfica.

## Espécie
Philyra brasiliensis Klotzsch

## Nome e referências
Philyra Klotzsch